# Condado de Turner (Geórgia)
O Condado de Turner é um dos 159 condados do Estado americano de Geórgia. A sede do condado é Ashburn, e sua maior cidade é Ashburn. O condado possui uma área de 751 km², uma população de 9 504 habitantes, e uma densidade populacional de 13 hab/km² (segundo o censo nacional de 2000). O condado foi fundado em 18 de agosto de 1905.